# 石黒正数
石黒 正数（いしぐろ まさかず、 1977年9月8日 - ）は、日本の男性漫画家。福井県福井市出身。福井工業大学附属福井高等学校デザイン科、大阪芸術大学芸術学部デザイン学科卒業。既婚。

## 来歴・作風
2000年に「ヒーロー」でアフタヌーン四季賞秋の四季賞を受賞し、デビュー。2005年より『ヤングキングアワーズ』にて『それでも町は廻っている』、2009年より『週刊少年チャンピオン』にて『木曜日のフルット』、2012年より『別冊少年チャンピオン』にて『別冊 木曜日のフルット』を連載。このように連載を多数抱えながらもコンスタントに読み切りも発表しており、青年漫画誌から女性漫画誌まで幅広い漫画雑誌に作品が掲載されている。大阪芸術大学在学中に所属していた漫画研究会（CAS）のメンバーに佐藤利幸や吉田仁郎などがいる。またイラストレーターの中村佑介も同校の同級生であり、互いに意識しあって活動していて、現在でも親交がある。
影響を受けた漫画家として、藤子不二雄、大友克洋、小原愼司を挙げている。初めて読んだ漫画が藤子の『ドラえもん』であり、中学生の頃まで藤子の漫画ばかり読んでいたと語る。特に藤子・F・不二雄に受けた影響は大きく、自身の作風は藤子の作風である「S・F（すこし・ふしぎ）」を更にリスペクトしたものであるとしている。その後、絵に関して大友の影響を受けたのち、小原の日常をベースにした作品に影響を受けた。『月刊アフタヌーン』に持ち込みをしたのも小原の『菫画報』の掲載誌だったためで、現在では本人とも親交がある。小原には直接「俺の『菫画報』を描かせてくれ!」と頼んだと言う。
映像作品では押井守の作品が好き。ロジカルなところと自分が一生懸命つくった世界をいつもあっさりぶち壊すところに魅かれる。何回も観ているうちにだんだん気持ちよくなってくるのがすごい。一作を選ぶなら『御先祖様万々歳!』、露骨に影響を受けていると語る。
かなりのレピッシュのファンであるようで、メンバーのソロ活動についても高く評価している。
2009年、フジテレビ系『世にも奇妙な物語』で短編作品「スイッチ」がテレビドラマ化。2010年にはTBSテレビ他にて「それでも町は廻っている」がテレビアニメ化。また2011年にもBS11デジタルの『週刊コミックTVコミソンタイム』にて「なげなわマン」のコミソンが放送されるなど、多数の執筆作品が様々な形でメディアミックスされている。
『それでも町は廻っている』で、2013年に第17回文化庁メディア芸術祭マンガ部門優秀賞と、2018年に第49回星雲賞コミック部門を、それぞれ受賞。
2023年、「天国大魔境」がテレビアニメ化された。

## 作品リスト

### 連載作品
- アガペ -犯罪交渉人 一乗はるか-（『コミックフラッパー』2004年3月号 - 2006年3月号）全4巻 - 原作：鹿島潤。最終話のみ、石黒が原作も担当している。
- それでも町は廻っている[10]（『ヤングキングアワーズ』2005年5月号 - 2016年12月号）全16巻
- ネムルバカ（『月刊COMICリュウ』2006年11月号 - 2008年3月号 不定期連載）全1巻
- ドリスとマメ（『MiChao!』内『ピテカントロプス』 不定期連載、オールカラー） - 未単行本化。全5話。2018年、講談社のWebサイト『モアイ』に再録された[11]。
- 外天楼（『メフィスト』2008年9月号 - 2011年Vol.2）全1巻
- 響子と父さん（『月刊COMICリュウ』2008年11月号 - 2010年2月号 不定期連載）全1巻[12]
- 木曜日のフルット（『週刊少年チャンピオン』2009年6号 - 連載中）既刊11巻
  - 別冊 木曜日のフルット（『別冊少年チャンピオン』2012年7月号 - 2018年12月号）
- 天国大魔境（『月刊アフタヌーン』2018年3月号 - 連載中）既刊12巻
- ヤンキー嬢ちゃんの不確かな真実（『別冊少年チャンピオン』2019年4月号 - 連載中）

### 作品集
- Present for me（少年画報社、2007年刊）
  - ヒーロー（『アフタヌーンシーズン増刊』No.5 Autumn 2000年） - 石黒正和名義。
  - バーバラ（『コミックフラッパー』2002年10月号）
  - カウントダウン（『コミックフラッパー』2002年10月号）
  - ススメ サイキック少年団（『コミックフラッパー』2003年1月号）
  - Present for me（『コミックフラッパー』2003年5月号）
  - なげなわマン（『コミックフラッパー』2003年12月号）
  - 泰造のヘルメット（未発表 2004年）
- 探偵綺譚 （徳間書店、2007年刊）
  - 探偵綺譚（『コミックフラッパー』2003年8月号）
  - スイッチ（『COMIC MAGNA』2007年8月号） - 『世にも奇妙な物語〜2009春の特別編〜』にて「爆弾男のスイッチ」として放送。
  - 14歳 性の相談室（『チャンピオンRED いちご』2007年1号）
  - 気の抜けたビールで…（『モーニング2』No.01）
  - カラクリ（『月刊コミックラッシュ』2006年8月号）
  - 血の連判状（『コミック戦国マガジン』2005年3号）
  - スペースレンジャー ゴーファイブ（『コミックフラッパー』2003年2月号）
  - 修学旅行（『コミックフラッパー』2003年9月号）
  - 薄暗い穴の底から（『月刊ガンガンWING』2005年7月号付録）
  - 南国ピクシー（『スーパーパチスロ777』2005年12月号）
  - 南国番長（『スーパーパチスロ777』2006年6月号）
- ポジティブ先生 （徳間書店、2010年刊）
  - 種（雑誌未掲載）[13] -　第5回ビームマンガ大賞佳作。石黒正和名義。
  - ジャスティス・ジャスト（『ウルトラジャンプ』2009年12月号）
  - 夜は赤い目の世界（『コミックフラッパー』2002年8月号）
  - ポジティブ先生（『月刊少年ガンガン』2007年10月号）
  - ネジまで愛して（『コミックフラッパー』2002年12月号）
  - デーモンナイツ（『ヤングキング』2006年No.8）
  - 怪奇!透明人間が来る（『コミックフラッパー』2003年3月号）

### 単行本未収録短編
- 宇宙救命24時（雑誌未掲載） - コミックフラッパー第4回新人漫画大賞編集長特別賞。石黒正和名義。
- ススメ サイキック少年団2（『コミックフラッパー』2003年7月号）
- ネムルバカ番外篇 サブマリン（『月刊COMICリュウ』2008年5月号） - 同誌2010年3月号付録冊子「ネムルバカ1.5巻」に再録。
- 初恋プレイボール（『制コレISM GP ヤングジャンプ制服コレクション 2007-2008 YEAR BOOK』2008年6月刊）
- 新築（『Eleganceイブ』2012年1月号） - 同誌2012年5月号付録冊子「はじめましてエレガンスイブ」に再録。
- ずれ（『Eleganceイブ』2012年2月号） - 『もっと!』2012年夏号に再録。
- 窓（『Eleganceイブ』2012年2月号） - 『もっと!』2012年夏号に再録。
- パンホラー（『もっと!』Vol.1）
- 限りなく透明に近い塩（『月刊COMICリュウ』2013年6月号）
- プリズナー（『もっと!』Vol.7）
- 命の水（『ミラクルジャンプ』2014年8月号）
- 音速の箱（『Ｆライフ 3号』2014年11月刊）
- 「ガマンできないマンガ」教えます！（『モーニング』2017年No.45） - 大友克洋『AKIRA』を題材とした2ページのエッセイ漫画。
- 紺先輩の密室(Twitter 2022年9月8日更新[14]）

### アンソロジー等
- 20人+αの二十面相の娘（『コミックフラッパー』2008年5月号別冊付録）
- スペランカーアンソロジーコミック（『月刊コミックラッシュ』2010年3月号） - 同名の単行本（ジャイブ 〈CR COMICS DX〉 2010年2月6日発売、ISBN 978-4-86176-748-7）に収録。
- コミック☆星新一 ねらった金庫（『ミステリーボニータ』2012年7月号） - 原作：星新一。オムニバス単行本『コミック☆星新一 親しげな悪魔』（秋田書店、2012年）に収録。
- ソレミテ in NY 〜石黒Pの不思議な夜〜（『月刊ヤングキング』2013年8月号） - 小野寺浩二『ソレミテ 〜それでも霊が見てみたい〜』第1巻に収録。
- ソレミテ in 大阪 〜石黒Pの不気味な夜〜（雑誌未掲載） - 小野寺浩二『ソレミテ 〜それでも霊が見てみたい〜』第2巻に収録。
- もしも、東京（漫画「もしも東京」展（2021年）） - イラスト作品「密林食堂」と共に「もしも、東京」（小学館、2022年）に収録。

### 書籍イラスト
- 宮台真司『宮台教授の就活原論』、太田出版、2011年9月17日発売、ISBN 978-4-7783-1277-0
- 朱野帰子『マタタビ潔子の猫魂』、メディアファクトリー〈MF文庫ダ・ヴィンチ〉、2012年1月23日発売、ISBN 978-4-8401-4364-6
- 木村草太『キヨミズ准教授の法学入門』、星海社〈星海社新書〉、2012年11月22日発売、ISBN 978-4-06-138527-6
- 魚住陽向『天然オヤジ記念物 江戸前不始末』、アーク出版 〈アークブックス〉、2013年4月18日電子書籍発売
- 日本国民の権利を主張する会『知らなかったらまる損！国からもらえる「お金」と「サービス」』、コスミック出版、2014年6月発売、ISBN 978-4-7747-9099-2
- ウニ『師匠シリーズ』、同人誌、2015年12月31日〜2016年12月31日発売
- ポストメディア編集部・編『マンガ好きのためのマンガ家インタビュー集』、一迅社、2017年7月1日発売、ISBN 978-4-7580-1541-7
- エラン・マスタイ『時空のゆりかご』、早川書房、2018年2月15日発売、ISBN 978-4-15-012168-6
- 似鳥鶏『叙述トリック短編集』、講談社、2018年9月20日発売、ISBN 978-4-06-513139-8
- シルクロード（フィッシャーズ）『全力少年ドモラ』、KADOKAWA、2021年7月7日発売[15]、ISBN 978-4-04-605209-4

### その他
- 小野寺浩二「ソレミテ 〜それでも霊が見てみたい〜」（『ヤングキングアワーズ』2012年9月号 - 2015年2月号） - 石黒は「総合プロデューサー」として参加し、作画担当の小野寺とともに作中人物として登場。担当編集者やゲスト参加者と一緒に心霊スポットを探検する様子が描かれている[16]。単行本第1巻初版帯には「それでも町は廻っている」のキャラクター・紺双葉が描かれている[17]。全3巻。
- 小野寺浩二×石黒正数「おばけ道」（『ヤングキングアワーズ』2015年12月号 - 2018年3月号） - 上記「ソレミテ」の続編的作品。漫画執筆は引き続き小野寺が担当している。全2巻。
- テレビアニメ『偽物語』（第3話提供バックイラスト）
- テレビアニメ『蒼き鋼のアルペジオ -アルス・ノヴァ-』（第6話エンドカード）
- テレビアニメ『僕らはみんな河合荘』（第11話エンドカード）
- テレビアニメ『ヤング ブラック・ジャック』（第7話提供バックイラスト）
- 『人工知能』第30巻第1号 - 第6号 表紙（人工知能学会誌、2015年1月 - 11月)
- キュウソネコカミのアルバム『人生はまだまだ続く』（ジャケットイラスト、ブックレットイラスト）
- テレビアニメ『映像研には手を出すな!』（第4話イラスト）
- テレビアニメ『悪役令嬢転生おじさん』（第6話エンドカード）[18]

## メディア出演

### テレビ
- 週刊まんが未知+（2023年11月30日、テレビ朝日）
- ノージーのひらめき工房（2024年3月2日[19]、NHK Eテレ）

## 関連人物

### アシスタント
- ツナミノユウ[20]
- つばな

### その他
- 西村ツチカ - 面識があり、作品「アイスバーン」には石黒が登場している。